# Boy Like You
"Boy Like You" je pjesma austrijske pjevačice Charlee. Objavljena je 24. kolovoza 2010. kao njen debitantski singl, ali i kao najavni singl za njen album This Is Me.

## O pjesmi
Pjesmu je napisala Ke$ha i u jednom intervjuu objasnila zašto je pjesmu dala Charlee.

## Popis pjesama
Digitalni download
1. "Boy Like You" - 3:07

CD singl
1. "Boy Like You" - 3:07
2. "Boy Like You" (The Disco Boys Remix) - 7:11

Digitalni download - EP
1. "Boy Like You" - 3:07
2. "Boy Like You" (The Disco Boys Remix) - 7:11
3. "Boy Like You" (Vinylshakerz Remix) - 6:12
4. "Boy Like You" (Tuneverse Remix) - 4:24
5. "Boy Like You" (Paul Wex Remix) - 6:59
6. "Boy Like You" (spot) - 3:07

## Uspjeh pjesme
Singl je ubrzo nakon izlaska dospio u top 50 austrijskog i top 100 njemačkog iTunes Music Storea. Dva tjedna nakon službenog objavljivanja pjesma se plasirala na 16. poziciji austrijske i 86. njemačke službene ljestvice singlova.

## Ljestvice
| Ljestvica (2010.) | Najviša pozicija |
| ----------------- | ---------------- |
| Austrija          | 16               |
| Njemačka          | 86               |

## Povijest objavljivanja
| Država   | Datum              | Format                       |
| -------- | ------------------ | ---------------------------- |
| Njemačka | 24. kolovoza 2010. | digitalni download - EP      |
| Austrija | 24. kolovoza 2010. | digitalni download - EP      |
| Njemačka | 27. kolovoza 2010. | CD singl, digitalni download |
| Austrija | 27. kolovoza 2010. | CD singl, digitalni download |